# 諾曼·蘭博

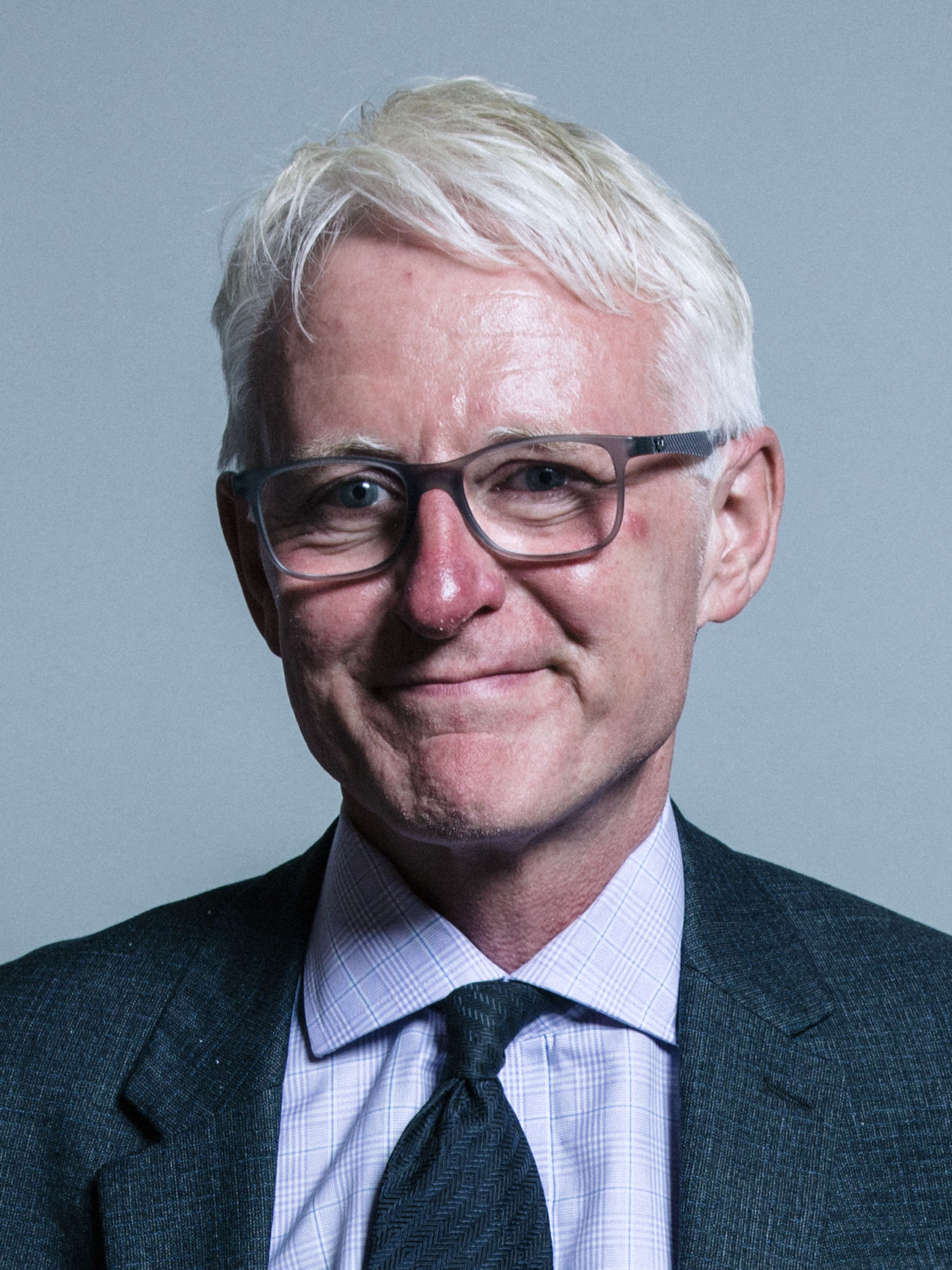

諾曼·蘭博爵士（Sir Norman Lamb；1957年9月16日—）是英國自由民主黨的一位政治人物。自2001年至2019年，他是北諾福克選區的國會議員。他也是卡梅倫第一次內閣的閣員之一，擔任護理大臣職務。